# پارک ملی دره کوباک
پارک ملی دره کوباک (به انگلیسی: Kobuk Valley National Park) از پارک‌های طبیعی و ملی آمریکا است. این پارک در ایالت آلاسکا قرار دارد.
وسعت این پارک ملی ۶٬۷۵۷ کیلومتر مربع است.

## وب‌گاه‌های بیرون
- وب‌گاه رسمی